# Queens are trumps -王牌皇后-
《Queens are trumps -王牌皇后-》是日本女子樂團SCANDAL第4張的原創專輯，於2012年9月26日由Epic Records Japan Inc.發行。

## 概要
與前作相隔約1年1個月後再度推出音樂專輯。
本作的完全生產限定盤採用精裝模式，並附有拍攝的相片，以雜誌方式呈現。初回生產限定盤則包括了DVD。

## 收錄曲目

### CD
1. Queens are trumps [3:42]
作詞：MAMI　作曲・編曲：BU-NI
  - 野村義男以吉他手的身分作為客串來賓參加。
2. 太陽Scandalous [5:07]
作詞：HARUNA、NAOTO　作曲・編曲：NAOTO
3. 高跟鞋踩浪 [5:01]
作詞・作曲・編曲：和田唱（Triceratops）
4. Rock'n Roll [3:55]
作詞：HARUNA、TOMOMI、田鹿祐一　作曲：田鹿祐一　編曲：篤志
5. 苦巧克力 [5:17]（ビターチョコレート）
作詞：TOMOMI　作曲：RINA　編曲：川口圭太
  - 專輯內唯一由成員作詞、作曲的歌曲。
6. Kill the virgin [5:02]
作詞：ハジメタル、Junnnnn Sato　作曲・編曲：ハジメタル
  - TOMOMI擔任本首歌主唱。
  - RINA則負責合成器部分的演奏。
7. 聲音 [4:50]
作詞・作曲：柳澤亮太（SUPER BEAVER）編曲：川口圭太
  - MAMI擔任本首歌主唱。
8. Rising Star [3:32]
作詞：HARUNA、大久保友裕　作曲：大久保友裕　編曲：篤志
9. Bright [5:17]
作詞：RINA、田鹿祐一　作曲：田鹿祐一　編曲：川口圭太
10. Welcome home [4:01]
作詞・作曲：川村結花　編曲：大久保友裕
  - SCANDAL首次於專輯中收錄單曲B面曲的歌。
11. HARUKAZE [4:37]
作詞：SCANDAL、一色德保　作曲：一色德保　編曲：篤志
12. Right Here [4:13]
作詞：JAMIL　作曲：JAMIL、シライシ紗トリ　編曲：シライシ紗トリ

### DVD
1. 從內幕拍攝!! 「幕後趣味夾克攝影」
2. 杏仁崩潰「減肥是愛的開始」 MUSIC VIDEO
3. どぼんどぼんど「櫻桃果醬」 MUSIC VIDEO
4. 太陽Scandalous 100倍興奮影片欣賞

- どぼんどぼんど（Dobondobondo）是由MAMI和TOMOMI組成的饒舌組合。

## 外部連結
- 完全生產限定盤 （日語）
- 初回限定盤 （日語）
- 通常盤 （日語）